# Исинов, Кеазим
Казимир Исинов (16 апреля 1940, село Садовец — 17 февраля 2023, София) — болгарский художник, живописец, представитель декоративно-фольклорного направления.

## Биография
Родился 16 апреля 1940 года в селе Садовец в Северной Болгарии. Семья была небогатой, отец трудился столяром, дядя был кузнецом, мать ткала. Рисовал с раннего детства. В 14-летнем возрасте, в тайне от родителей, отправил в Софийскую художественную гимназию портреты деятелей революции — Ботева, Хитова, Раковского, — нарисованные со снимков, и был зачислен без экзаменов. Учился в художественной гимназии с 1954 по 1960 годы. В 1968 году окончил Высший институт изобразительного искусства имени Н. Павловича по специальности живопись, класс профессора Ненко Балкански. Работал реставратором в Институте памятников культуры, с 1969 — педагог-воспитатель по искусству в НИИ неврологии и психологии.
С женой Калиной познакомился в художественной академии. Пара прожила в браке 60 лет и имела двоих детей: сын Ясмин музыкант, дочь Ингрид психолог. Калина умерла на 4 года раньше Кеазима.
Умер 17 февраля 2023 года в Софии.

## Творчество
Помимо живописи, занимался мелкой пластикой, скульптурой и миниатюрой, которая, по словам художника, отточила точность в деталях и сформировала его стиль.
Первая персональная выставка состоялась в 1971 году. Работы Исинова выставлялись больше чем на 30 персональных выставках в Болгарии и 10 выставках за рубежом. Успешно участвовал в художественных конкурсах. В 1977 году получил 1-й приз Международной выставки в Габрово, а в 1981 — 3-й приз на выставке живописи в честь 1300-летия Болгарии. Стал победителем онлайн-конкурса, организованного фондом «Миллениум» на тему «1001 причина любить Землю» в 2000 году в Утрехте, в конкуренции из 32 тысяч картин художников со всего света. За эту победу в 2005 году был объявлен художником века.
По словам искусствоведа профессора Аксинии Джуровой, Исинов принадлежал к числу представителей декоративно-фольклорной тенденции и был тесно связан с национальным эпосом. Тематика его картин включает связь человека с природой и образы великих европейских мастеров живописи, но приоритетом является исконное, христианское видение мира. Плотные коричневые и огненно красные тона исторических и мифологических образов, серебристая и сине-зелёная колористика пейзажей излучают внутренний свет. Картинам Исинова свойственна особенная поэтика, «восторженный пантеизм», орнаментально-сюрреалистический фольклоризм и узнаваемый стиль, характерный тщательным прописыванием множества мелких деталей и заполнением пространства полотна. Герои его картин — легендарные и библейские персонажи, донкихоты, Орфей с его чарующей музыкой, магия, любовь и плодородие земли.

## Признание
Кавалер ордена «Святые Кирилл и Мефодий» I степени за заслуги в области культуры (2006).
Отмечен почётным знаком Президента Болгарии (2005). Назван художником года на 10-м салоне искусств в Софии (2005). Получил награду национальной кампании «Хранитель традиций» (2012) и звезду «Золотой век» Министерства культуры РБ (2015).

## Конкурсы
Источник:
- Конкурс в честь 1300-летия Болгарии, Шумен, 1971 — 3-е место за картину «Сава Доброплодный»
- Выставка-конкурс Болгарского союза физкультуры и спорта, София, 1973 — 3-е место за «Портрет Марии Гиговой»
- Выставка-конкурс Союза автомобилистов, София, 1974 — 3-е место
- Выставка-конкурс Болгарского союза физкильтуры и спорта, София, 1975 — 2-е место за картину «Крилат Димо»[6]
- Конкурс портретов, София, 1977 — 2-е место
- Международный конкурс живописи «Юмор и сатира», Габрово,1977 — 1-е место
- Конкурс «Миллениум» на тему «1001 причина любить Землю», Нидерланды, 2000 — 1-е место
- «Салон искусств», София, 2010 — 1-е место

## Выставки
Источник:
Персональные выставки в Болгарии
- София, Союз композиторов — Студия молодых художников, 1971
- София, Центральный дом Народной армии[болг.], 1971
- София — Благоевград — Разлог — Гоце-Делчев — Разград, 1978
- Ловеч, 1980
- София, галерея «Средец», 1981
- Варна, Дни плодородия, 1982
- Плевен, 1982
- Гоце-Делчев, 1982
- София, Майские литературные дни, 1983
- Златарица — Велико-Тырново, 1983
- Долни-Дыбник, 1984
- Велико-Тырново, 1985
- София, 1987
- София, советское посольство, 1989
- София, галерея «Арт-36», 1990
- София, 1992
- Плевен, 1994
- София, 1997
- София, галерея «Средец», 1998
- Пловдив, галерея «Возрождение», 1999
- София, музей «Земля и люди», 2000
- Севлиево, 2001
- София, Министерство внутренних дел, 2002
- Плевен, Первый инвестиционный банк, 2002
- Разград, 2002
- София, галерея «Арте», 2009
- София, Национальный дворец культуры[болг.], юбилейная выставка, 2010
- София, БНР, 2012
- Дупница, 2012
- София, галерея «Минерва», 2013
- София, дворец «Врана», 2014
- София, галерея «Контраст», 2020[5]

Зарубежные выставки
- Берлин, 1976
- Токио — Одавара — Нагоя, выставка в честь 1300-летия Болгарии, 1981
- Щецин, 10-я биеннале живописи, 1983
- Алжир, 1985
- Прага, 1985
- Вена, КЦ Витгенштайн (1986)
- Вена, Лендербанк, 1989
- Токио, 1991
- Бурса, 1998
- Германия, 2002
- Дания, 2002
- Англия, 2002
- Лондон, 2012